# Alfatraining Bildungszentrum
 (octobre 2022).
Alfatraining Bildungszentrum GmbH est un établissement de formation allemand opérant à l'échelle nationale, basée à Karlsruhe, spécialisée dans la formation continue et la satisfaction des besoins de travailleurs qualifiés.  

## Histoire
Depuis 2010, l'établissement de formation est le premier prestataire de formation au monde à proposer tous ses cours exclusivement dans la classe virtuelle en utilisant le logiciel de vidéoconférence alfaview. 
Les données sont cryptées selon les normes en vigueur (TLS/AES256).